# Servant (Fernsehserie)
Servant (englisch für Dienerin) ist eine US-amerikanische Serie, die Elemente der Genres Horror, Mystery und Drama vereint. Als ausführender Produzent zeigt sich M. Night Shyamalan verantwortlich.
Die erste Folge der Serie wurde am 28. November 2019 auf Apple TV+ veröffentlicht und erschien daraufhin im wöchentlichen Rhythmus. Eine zweite Staffel erschien am 15. Januar 2021. Die dritte Staffel ist am 21. Januar 2022 erschienen. Im Dezember 2021 wurde die Serie vor Ausstrahlung der dritten Staffel um eine vierte und letzte Staffel verlängert. 

## Handlung
Sean und Dorothy sind ein erfolgreiches Paar aus Philadelphia. Sean berät als Spitzenkoch Restaurants, Dorothy ist erfolgreiche Fernsehreporterin. Durch eine Tragödie kommt ihr 13 Wochen alter Sohn Jericho ums Leben. Da Dorothy den Verlust nicht verkraftet, wird der tote Sohn durch eine lebensnahe Puppe ersetzt. Die Handlung beginnt, als das Paar die junge Nanny Leanne einstellt, die sich so verhält, als handle es sich bei der Puppe um ein lebendiges Kind. Damit nehmen mysteriöse Ereignisse ihren Lauf.

## Besetzung und Synchronisation
| Rolle          | Schauspieler    | Hauptrolle (Folgen) | Synchronsprecher  |
| -------------- | --------------- | ------------------- | ----------------- |
| Dorothy Turner | Lauren Ambrose  | 1.01–4.10           | Shandra Schadt    |
| Sean Turner    | Toby Kebbell    | 1.01–4.10           | Jochen Paletschek |
| Leanne Grayson | Nell Tiger Free | 1.01–4.10           | Anouk Elias       |
| Julian Pearce  | Rupert Grint    | 1.01–4.10           | Max Felder        |

## Episodenliste
| Nr.                                                                                   | Deutscher Titel          | Originaltitel | Erstveröffentlichung USA | Deutschsprachige Erstveröffentlichung (D) | Regie              | Drehbuch       |
| ------------------------------------------------------------------------------------- | ------------------------ | ------------- | ------------------------ | ----------------------------------------- | ------------------ | -------------- |
| 1                                                                                     | Leanne                   | Reborn        | 28. Nov. 2019            | 28. Nov. 2019                             | M. Night Shyamalan | Tony Basgallop |
| Nanny Leanne soll sich um Baby Jericho kümmern, doch nicht alles ist, wie es scheint. |                          |               |                          |                                           |                    |                |
| 2                                                                                     | Seans Heimsuchung        | Wood          | 28. Nov. 2019            | 28. Nov. 2019                             | Daniel Sackheim    | Tony Basgallop |
| Sean sorgt sich, dass Dorothy und Jericho nicht in guten Händen ist.                  |                          |               |                          |                                           |                    |                |
| 3                                                                                     | Spuren der Vergangenheit | Eel           | 28. Nov. 2019            | 28. Nov. 2019                             | Daniel Sackheim    | Tony Basgallop |
| Sean beauftragt Dorothys Bruder Julian, ihre Beziehung zu Leanne zu beobachten.       |                          |               |                          |                                           |                    |                |
| 4                                                                                     | Sinneswandel             | Bear          | 6. Dez. 2019             | 6. Dez. 2019                              | Nimród Antal       | Tony Basgallop |
| Leanne findet heraus, warum Sean sich so um Baby Jericho sorgt.                       |                          |               |                          |                                           |                    |                |
| 5                                                                                     | Heimchen                 | Cricket       | 13. Dez. 2019            | 13. Dez. 2019                             | Nimród Antal       | Tony Basgallop |
| Während Dorothy und Sean unterwegs sind, schließt Leanne eine Freundschaft.           |                          |               |                          |                                           |                    |                |
| 6                                                                                     | Onkel George             | Rain          | 20. Dez. 2019            | 20. Dez. 2019                             | Alexis Ostrander   | Tony Basgallop |
| Leannes seltsamer Onkel taucht auf. Dorothy will ihre Nanny behalten.                 |                          |               |                          |                                           |                    |                |
| 7                                                                                     | Schlafende Hunde         | Haggis        | 27. Dez. 2019            | 27. Dez. 2019                             | Alexis Ostrander   | Tony Basgallop |
| Dorothy gibt eine Dinnerparty. Sean möchte, dass Leanne ein Geheimnis bewahrt.        |                          |               |                          |                                           |                    |                |
| 8                                                                                     | Julians Kapitulation     | Boba          | 3. Jan. 2020             | 3. Jan. 2020                              | Lisa Brühlmann     | Tony Basgallop |
| Als Julian eines Nachts babysittet, durchlebt er eine dunkle Erinnerung erneut.       |                          |               |                          |                                           |                    |                |
| 9                                                                                     | Bittere Wahrheit         | Jericho       | 10. Jan. 2020            | 10. Jan. 2020                             | M. Night Shyamalan | Tony Basgallop |
| Leanne reagiert sehr heftig, als sie die Wahrheit über Baby Jericho erfährt.          |                          |               |                          |                                           |                    |                |
| 10                                                                                    | Buße                     | Balloon       | 17. Jan. 2020            | 17. Jan. 2020                             | John Dahl          | Tony Basgallop |
| Ungeladene Gäste erzwingen nach Jerichos Taufe schwierige Entscheidungen.             |                          |               |                          |                                           |                    |                |